# Zboriv
Zboriv (em ucraniano:  Зборів, em polonês/polaco:  Zborów, em russo:  Зборов) é uma cidade da Ucrânia, situada no Oblast de Ternopil. Tem 6 km² de área e sua população em 2020 foi estimada em 6.691 habitantes.